# Filipp Kirkorov

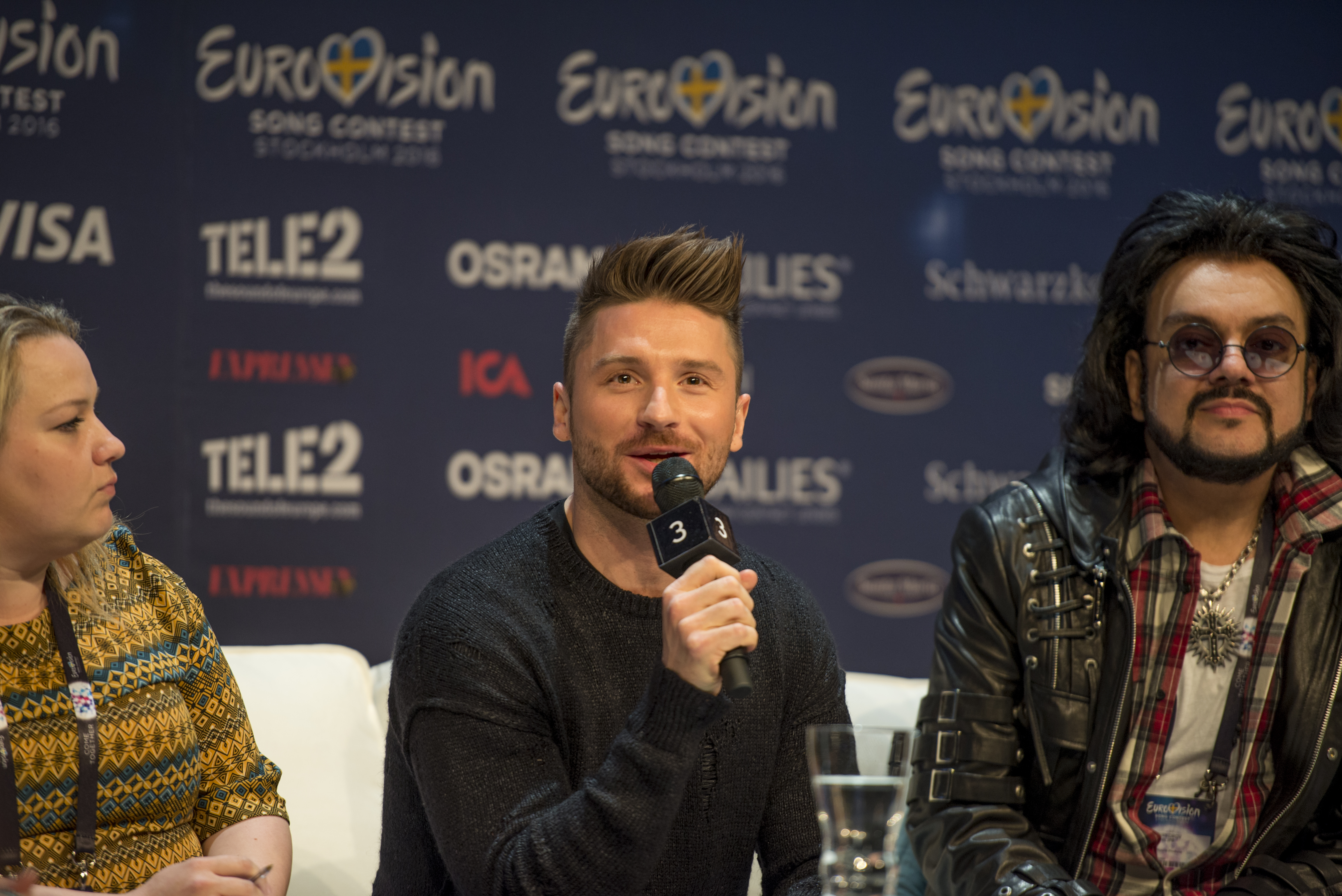
Kirkorov (rechts) met Sergej Lazarev tijdens een persconferentie op het Eurovisiesongfestival 2016.

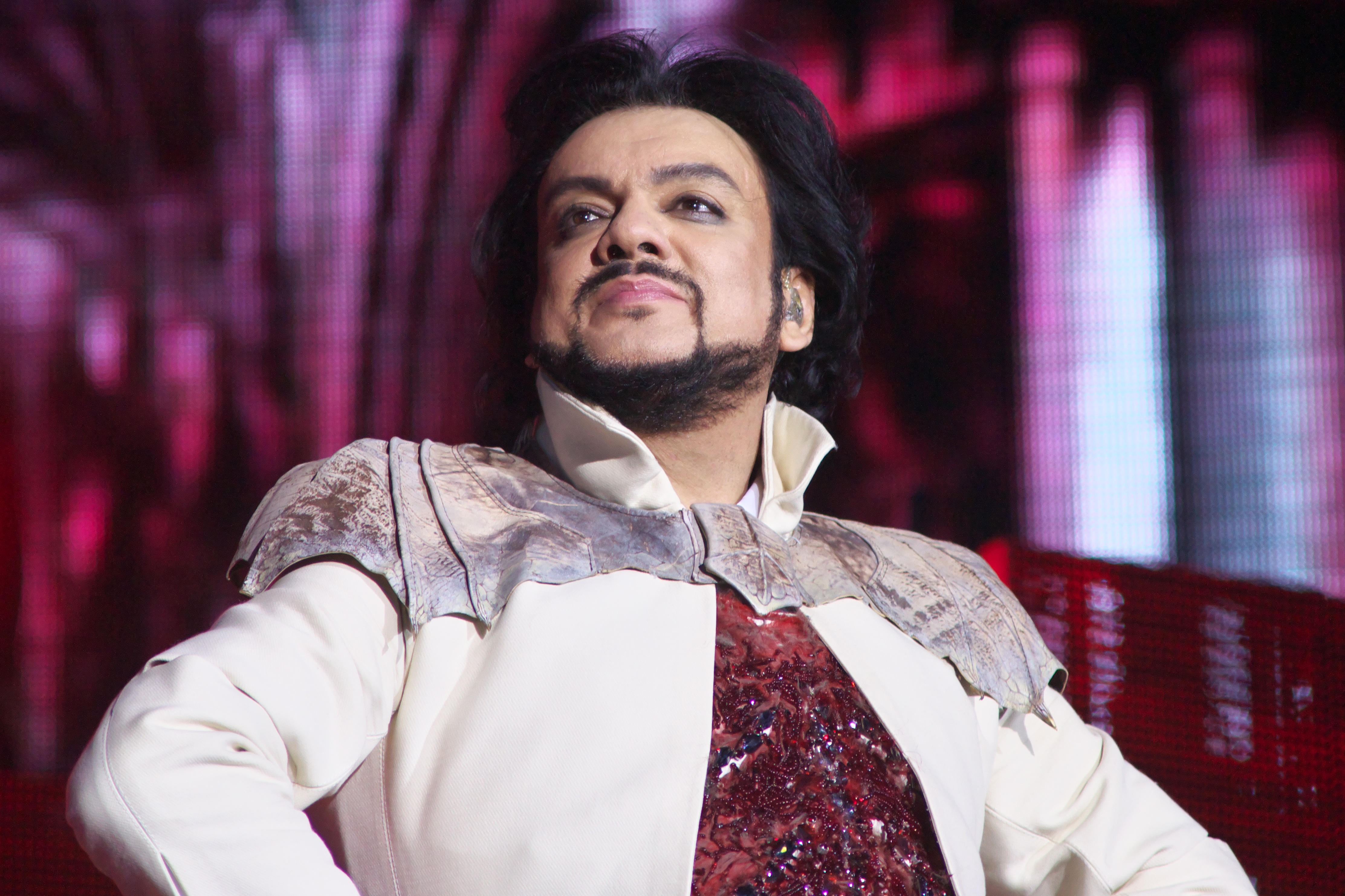
Filipp Kirkorov tijdens de Slavianski Bazaar in 2014.

Filipp Bedrosovitsj Kirkorov (Russisch: Фили́пп Бедро́сович Кирко́ров; Bulgaars: Фи́лип Бедро́сов Кирко́ров; 30 april 1967, Varna, Bulgarije) is een Russische zanger, componist en acteur, oorspronkelijk afkomstig uit Bulgarije.

## Biografie

### Jeugd en begin carrière
Kirkorov werd in Varna, Bulgarije geboren als kind van de bekende Bulgaarse zanger van Armeense afkomst Bedros Kirkorov. Kirkorov groeide in Bulgarije op en verhuisde op zijn zeventiende naar Moskou, om daar te gaan studeren aan de Gnessin Staatsacademie voor Muziek. In 1988 studeerde hij daar af en begon een carrière in popmuziek. Datzelfde jaar leerde hij Alla Poegatsjova kennen, die hem uitnodigde om samen met haar optredens te geven in onder andere Duitsland en Australië. In 1990 kwam Kirkorovs doorbraak: hij won verschillende internationale zangwedstrijden en zijn video voor het liedje Atlantida was bekroond met Muziekvideo van het Jaar.

### Eurovisiesongfestival
In 1995 werd Kirkorov geselecteerd door de Russische staatsomroep Pervyj kanal om Rusland te vertegenwoordigen op het Eurovisiesongfestival 1995, in Dublin, Ierland. Twee weken voor de deadline werd Kirkorov geselecteerd, waardoor de omroep in tijdnood kwam om een nieuw liedje te schrijven. Kirkorov bood twee nummers uit zijn archief aan Karnaval en Kolibelnaja dlja voelkana, waarvan de laatste als zijn bijdrage werd gekozen. Kirkorov trad aan als zesde tijdens het Eurovisiesongfestival 1995 op 13 mei, na de uiteindelijke winnaar Noorwegen. Kirkorov optreden was echter niet onbesproken voorbijgegaan, vanwege zijn grote haardos en zijn bijzondere kleding. Paul de Leeuw vergeleek Kirkorov zelfs met Shirley Bassey na zijn optreden. Uiteindelijk werd Kirkorov zeventiende met zeventien punten.
Kirkorov schreef nadat hij had meegedaan aan het Eurovisiesongfestival nog een aantal liedjes voor andere deelnemers. Hij schreef de muziek van de liedjes Work Your Magic van Dmitry Koldun, Shady Lady van Ani Lorak, Shine van de The Tomachevy Sisters, You Are The Only One van Sergej Lazarev, My Lucky Day van DoReDoS en Sugar van Natalia Gordienko.

### Latere carrière
Kirkorov was ook onder andere deel van de jury van de Bulgaarse versie van Pop Idol en presentator van de Russische versie van X Factor. Verder is Kirkorov regelmatig te zien op televisie in verschillende (muzikale) tv-programma's.

## Privéleven
Kirkorov was getrouwd met Alla Poegatsjova van mei 1995 tot november 2005.
Kirkorov behoort tot de meest verdienende publieke figuren in Rusland, met een jaarinkomen tussen de drie en twaalf miljoen dollar.